# 天峻县
37°18′03″N 99°01′23″E / 37.300851°N 99.022984°E
天峻县（藏語：ཐེམ་ཆེན་རྫོང།，藏语拼音：Têmqên Zong）是中华人民共和国青海省海西蒙古族藏族自治州东部的一个县。“天峻”系藏语“天钦”（ཐེམ་ཆེན，意为“高山平台”或“通天的阶梯”）的谐音译名，也是其现在使用的藏文名字（藏語：ཐེམ་རྫོང།，威利转写：them-rdzong）之來源。该县地处青海省东北部，青海湖西侧，祁连山南麓，柴达木盆地东部，东邻祁连县和刚察县，南接共和县和乌兰县，西毗德令哈市，西北与甘肃省肃北蒙古族自治县为界。面积2.57万平方公里，常住总人口約2.3萬人。

## 历史
汉代以前，天峻为羌地。
汉平帝元始四年（公元4年）王莽诱卑禾羌献地，置西海郡，天峻归西海郡辖地，王莽地皇二十三年（公元23年）西海郡废，复为羌地。
东晋十六国时，为鲜卑己弗部（又称己弗勿敌国），北魏太武帝神鹿年间，天峻地区成为吐谷浑属地。
隋炀帝大县五年（公元609年）年破吐谷浑国，在其故地设置郡县、其中西海郡治吐谷浑故都伏俟城，领宣德、威定二县，天峻地区为宣德县地。隋亡，吐谷浑复其故地。
唐高宗龙朔三年（公元663年）吐蕃攻败吐谷浑，天峻地区改属吐蕃国。
北宋初，这里曾为吐蕃角厮罗地方政权辖区。
蒙古宪宗蒙哥三年（公元1253年）置吐蕃待处宣慰司（治河州），天峻地区为吐蕃等处宣慰司辖区，属宣政院。
明前期为西宁塞外四卫之一的罕东卫属地。后罕东卫西迁，这一带属尕甘利都司，明正德七年（公元1512年）年，东蒙古吐默特部进入青海破四卫，天峻遂为东蒙古诸部牧区。明崇祯十年（公元1637年），又成为厄鲁特蒙古和硕特部首领顾实汗辖区。
清雍正三年（公元1725年）编定青海蒙古29旗，天峻东部为和硕特北前旗驻牧地，西部为和硕特北右末旗驻牧地，录钦差办理青海蒙古番于事务大臣（统称西宁办事大臣）管辖。清咸丰初年，藏族部落汪什代海部迁至天峻县境驻牧。
民国六年（1917年）天峻地区录都兰理事，民国十九年（公元1930年）为都兰县管辖，称都兰县第二行政区。
1950年，天峻被划为都兰县第二区。
1953年8月，都兰县升格为专区级民族联合自治政府，天峻升县级自治区，10月3日海西地委决定经省委批准成立中国共产党天峻工作委员会，11月19日至24日召开"天峻藏族自治区筹备协商会议"，正式成立“天峻藏族自治区”人民政府筹备委员会。
1954年7月25日，天峻藏族自治区（县级）正式成立，录海西蒙、藏、哈萨克族自治区（专区级）。
1955年7月1日，根据国务院批复海西自治区改为自治州，天峻自治区改为天峻县。

## 人口
根据(青海省)海西州第七次全国人口普查公报显示：天峻县常住人口为23203人，男性人口占比52.05%，女性人口占比47.95%，年龄结构中0-14岁占比20.71%，15-59岁占比71.85%，60岁以上占比7.44%，65岁以上占比5.33%。
天峻县是一个以藏族为主体的多民族聚集地区，有藏族、汉族、回族、蒙古族、撒拉族等15个民族，少数民族人口占总人口的85.98%。

## 地貌
可概括为：六大水、五大山、丘陵沟谷间平原，大小河四十三，湖泊沼泽连冰川；中部高，两头低，东南宽西北窄，形似楔；海拨高，气温低，降水时间不均匀。全县总面积2.57万平方公里，占全省总面积的3.5%，其中天然草场和宜建人工草场2355.73万亩，占总面积的61.05%；退化黑土滩和风沙地143.65万亩，占总面积的3.73%；冰川和水域78.34万亩，占总面积的2.03%。
全县最高海拨5826.8米，最低海拨2850米，相对高差近3000米，平均海拨4000米以上，地势高峻，气候寒冷，全年无绝对无霜期，全年平均大风天数97天，农作物不能成熟，畜牧业是全县的基础产业。

## 水文
布哈河为境内最大河流，自西北向东南流经县境南部。疏勒河自东南向西北流经县境北部。

## 行政区划
天峻县下辖3个镇、7个乡：
新源镇、木里镇、江河镇、快尔玛乡、舟群乡、织合玛乡、苏里乡、生格乡、阳康乡和龙门乡。

## 交通

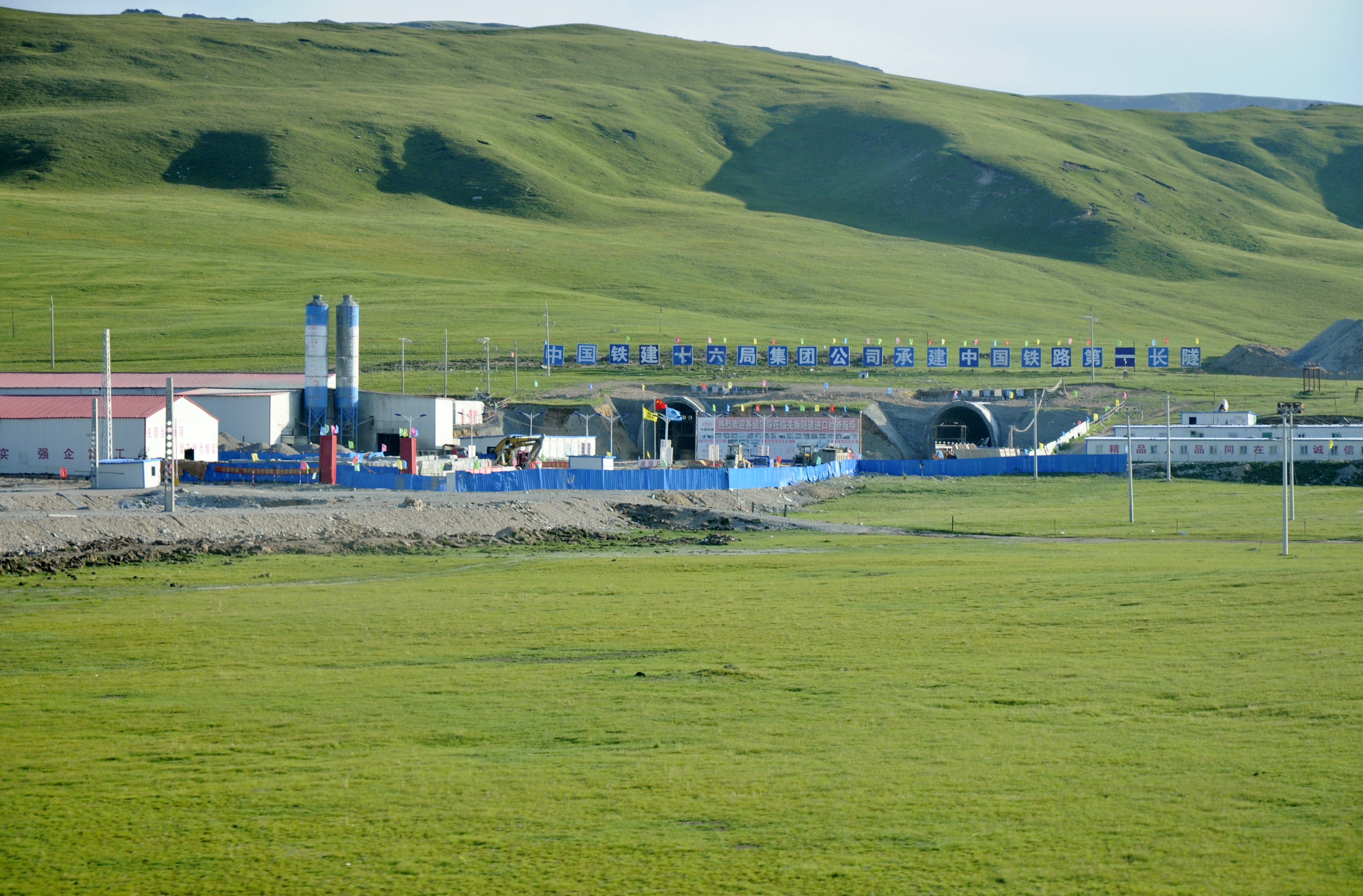
中铁十六局正在建设中的关角隧道（攝於2011年7月21日）

铁路
青藏铁路横贯县境南部，铁路在境内全长95公里，设有江河站、天峻站2个火车站。天峻站东到西宁307公里，西达州府德令哈229公里。
公路
- 315国道、 338国道过境。

## 名胜
- 鲁芒沟岩画
- 石经寺